# Кактус Джек
Кактус Джек (англ. The Villain) — американський комедійний фільм 1979 року, також відомий під назвою «Злодій».

## Сюжет
Чарівна дівчина з маленького містечка відправляється в сусіднє місто забрати з банку велику суму грошей. Супроводжувати її повинен благородний ковбой Симпатичний Незнайомець, а лиходій Кактус Джек збирається ці гроші вкрасти — за дорученням нечистого на руку директора банку. Банкір поняття не має, що грабіжник Кактус — патологічний невдаха, якому не вдалася ще жодна «справа» …

## У ролях
- Кірк Дуглас — Кактус Джек
- Енн-Маргрет — Чарівна Джонс
- Арнольд Шварценеггер — гарний незнайомець
- Пол Лінде — Боязкий Лось
- Фостер Брукс — банківський клерк
- Рут Бацци — дівчина в тяжкому становищі
- Джек Елем — Ейвері Сімпсон
- Стротер Мартін — Пароді Джонс
- Рей Бікел — людина
- Роберт Тессьєр — розминає пальці
- Мел Тілліс — телеграфіст
- Лаура Лізер Соммерс — ділова жінка
- Жан Едді — шериф
- Мел Тодд — диригент
- Джим Андерсон — бармен
- Ед Літтл — маленька людина в барі
- Дік Дікінсон — людина в барі
- Річард Брюер — людина в барі
- Чарльз Хей — продавець
- Рон Даффі — продавець
- Ерл В. Сміт — продавець
- Майк Керрі — продавець
- Лі Девіс — продавець